# 疹贝
疹贝（学名：Pustularia cicercula）又稱绣珠宝螺（Cypraea cicercula），为宝贝科疹贝属的动物。分布于印度洋－太平洋的暖水区，栖息在潮下带浅海及硬珊瑚礁缝隙间或礁石块下面。该物种的模式产地在印度尼西亚安汶。

## 分布
本种及其亚种分布于红海和印度洋的肯尼亚、马斯卡林盆地、毛里求斯、留尼汪岛和坦桑尼亚附近。